# Arkys transversus
Espèce
Synonymes
- Archemorus transversus Balogh, 1978

Arkys transversus est une espèce d'araignées aranéomorphes de la famille des Arkyidae.

## Distribution
Cette espèce est endémique de Nouvelle-Galles du Sud en Australie. Elle se rencontre vers Katoomba.

## Description
La carapace du mâle holotype mesure 2,4 mm de long et l'abdomen 2,1 mm.

## Publication originale
- Balogh, 1978 : New Archemorus species (Araneae: Argyopidae). Acta Zoologica Hungarica, vol. 24, p. 1-25.